# Johannesbaptistia
Johannesbaptistia ist eine Gattung von Meeres-, Brack- und Süßwasser-Cyanobakterien, die eine sehr charakteristische Morphologie aufweisen.
Die Gattung ist nach dem National Center for Biotechnology Information (NCBI) das einzige Mitglied der Familie Cyanothrichaceae in der Ordnung Chroococcales der neuen Klasse Oscillatoriophycideae; nach LPSN aber in der Familie Hapalosiphonaceae in der Ordnung Nostocales der (einzigen) herkömmlichen Cyanobakterien-Klasse Cyanophyceae.
Als der frühere Name Cyanothrix in Johannesbaptistia aufgrund der Prioritätsregeln (im Internationalen Code der Nomenklatur für Algen, Pilze und Pflanzen) geändert wurde, hat man den alten Familiennamen beibehalten.
Die Mitglieder der Gattung sind Einzeller und bilden Pseudofilamente aus. Sie sind freilebend oder wachsen in kleinen Gruppen.
Sie haben gelatinöse Hüllen; diese sind farblos, nicht geschichtet, fein und dünn (von den Zellen leicht verbreitert).
Direkt nach der Teilung sind die Tochterzellen noch kurzzeitig verbunden, ansonsten mehr oder weniger deutlich voneinander entfernt.
Der Zellinhalt erscheint blass blau- oder olivgrün, homogen oder feinkörnig. De Zellteilung erfolgt immer quer zur Achse der Pseudofilamente. J. pellucida kommt im Metaphyton von unverschmutzten Sümpfen, kleinen Gewässern und Litoralen (Uferbereichen) stehender Gewässern vor; von tropischen Regionen bis zur nördlichen gemäßigten Zone. Andere Arten haben eine ähnliche Ökologie, nur eine Art wurde in Thermalquellen im Yellowstone-Nationalpark (USA) gefunden.

## Systematik
Systematik (Auswahl) nach World Register of Marine Species (WoRMS) und AlgaeBase:
Johannesbaptistia (G. De Toni 1934)
- Johannesbaptistia pellucida (Dickie) W. R. Taylor & Drouet 1938, Typus (WoRMS)[6][7]
- Johannesbaptistia whitfordii Thomas & Gonzalves 1965

Nicht bei WoRMS gelistet sind:
- Johannesbaptistia desikacharyi R. K. Gupta & S. K. Das 2014
- Johannesbaptistia floridana D. E. Berthold & Laughinghouse[8]
- Johannesbaptistia primaria (N. L. Gardner) G. De Toni, Typus (AlgaeBase)
- Johannesbaptistia schizodichotoma (J. J. Copeland) Komárek & Anagnostidis 1995

Nicht mehr in der Gattung:
- Johannesbaptistia gardneri Frémy 1935, nom. illeg. verschoben nach bzw. verblieben als Cyanothrix gardneri (Frémy) Kisselev[9]

Anm.: Die List of Prokaryotic names with Standing in Nomenclature (LPSN) kennt nur die Spezies J. pellucida.